# حسن خليل
حسن خليل هو الرئيس السابق لمديرية المخابرات العسكرية السورية، والذي خدم في الفترة من 2000 إلى 2005. وشغل سابقاً منصب نائب المدير من عام 1993 إلى عام 2000.
قبل الحرب الأهلية السورية، كان شخصية رئيسية في محاولات الحكومة السورية لتحسين العلاقات مع الولايات المتحدة والغرب، وذلك باستخدام تبادل المعلومات الاستخبارية كعنصر مهم للتعاون.

## الخلافات

### اغتيال رفيق الحريري
كان حسن خليل واحداً من عدة مسؤولين حكوميين وعسكريين سوريين رفيعي المستوى ورد ذكرهم بصفتهم مسؤولين عن اغتيال رفيق الحريري في مسودة تقرير ميليس للأمم المتحدة والتي أصدرت خطأً كوثيقة مايكروسوفت وورد، والتي قد عدلت بعد ذلك حيث لم يذكر تقرير ميليس الرسمي أي شخص في الحكومة السورية مسؤولاً عن الاغتيال، وقال السفير السوري في واشنطن عماد مصطفى إن التقرير "مليء بالشائعات السياسية والقيل والقال".

### الحرب الأهلية السورية
اعتمد الرئيس بشار الأسد على حسن خليل بصفته رئيساً للمخابرات العسكرية، لقمع المعارضة الداخلية خلال الحرب الأهلية السورية.